# Penmaen Burrows
Das Kammergrab (englisch Chambered tomb) in den Penmaen Burrows (auch Pen-y-Crug – den Namen trägt auch ein Hillfort in Wales) liegt 400 m südöstlich von Penmaen bei Swansea nahe der Three Cliffs Bay auf der Gower-Halbinsel in West Glamorgan in Wales.
Zwei rechteckige Kammern und ein Gang liegen unter einer großen Düne, die vermutlich die Reste des Cairns bedeckt. Die Struktur besteht aus Kalkstein, Konglomerat und Sandstein. Die Anlage ist gestört, aber der Plan der kreuzförmigen Kammer eines Cotswold Severn Tombs (ähnlich Park Cwm) kann erkannt werden.
Die etwa 4,0 m lange und 2,0 m breite West-Ost orientierte Hauptkammer hat sechs Tragsteine in situ, einschließlich derjenigen, die das Westende schließt. Der Zugang im Osten erfolgt durch eine 0,8 m breite Lücke zwischen zwei quergestellten Blöcken. Davor liegt der etwa 1,2 m breite Gang dessen äußeres Ende zerstört ist.
Zwischen den beiden Tragsteinen der Südseite der Hauptkammer liegt der Zugang in eine aus drei Blöcken bestehende Nebenkammer von 2,6 m Länge und 1,4 m Breite. Eine ähnliche Kammer lag wohl auf der Nordseite, aber ihr Zugang aus der Hauptkammer ist zerstört, und nur eine mögliche Seitenplatte liegt auf dem Sand. Der verlagerte Deckstein ruht auf Tragsteinen der Hauptkammer und auf losen Steinen in der Kammer. Er ist groß genug um die Kammer bedeckt zu haben. Eine kleinere lose Platte liegt auf der Düne einen Meter östlich der Hauptkammer.
Die Anlage wird in dem umfangreichen Werk: "The Ancient Stones of Wales" von Chris Barber, John Godfrey Williams und John Williams nicht erwähnt.